# Oberea tenuata
Oberea tenuata är en skalbaggsart som beskrevs av Francis Polkinghorne Pascoe 1866. Oberea tenuata ingår i släktet Oberea och familjen långhorningar.
Artens utbredningsområde är Sarawak. Inga underarter finns listade i Catalogue of Life.